# Federación Navarra de Fútbol
La Federación Navarra de Fútbol (FNF) es la federación territorial de la Real Federación Española de Fútbol en la Comunidad Foral de Navarra. Fue fundada en enero de 1928, y actualmente se encarga de organizar las competición de fútbol federado aficionado de Navarra, tanto en la modalidad de campo, como en la de fútbol sala, en ambos géneros; masculino y femenino.

Tercera Federación (Grupo IV)

Las competencias en materia de organización de las categorías del fútbol base navarro, denominadas Juegos Deportivos de Navarra, están cedidas por parte del Gobierno de Navarra a esta federación, así como también algunas competencias sobre los grupos navarros de ámbito nacional como son la Tercera División y la Liga Nacional Juvenil, por parte de la Real Federación Española de Fútbol.

## Junta Directiva[1]
- Presidente:  Rafael del Amo Arizu
- Vicepresidente 1º:  Roberto Rubio Torrano
- Vicepresidente 2º:  José Carlos Garde Celigueta
- Vicepresidente 3º:  Javier Martínez Villafranca
- Secretaria General:  Teresa Iñigo González
- Vicesecretario General:  Gorka Galán Jurado
- Director del Comité Navarro de Entrenadores:  Julián Zudaire Echavarri.
- Director del Comité Navarro de Árbitros de Fútbol:  Julio Leo Ollo.

## Historia
La historia de la Federación Navarra de Fútbol se remonta al 8 de enero de 1928, según se detalla muy pormenorizadamente en el libro publicado con motivo de los 75 años (1928-2003) y que sirve de referente a todo aquel que quiera saber algo de los orígenes y desarrollo de esta Federación que va caminando hacia los cien años de existencia.
Los primeros pasos van desde la formación del Comité Pro-Federación hasta la constitución de esta propiamente. El football, como llamaban a aquel deporte que ya empezaba a jugarse en Navarra, estaba extendido en su práctica por todo el territorio, pero los clubes se veían obligados a jugar bajo la tutela de la Federación Guipuzcoana por no existir en Navarra un organismo capaz de satisfacer los intereses de los clubes. Por este motivo, los propios equipos acuerdan dar los primeros pasos para constituirse en Federación. Son unos meses de mucho trabajo, con varias reuniones por semana y en la que se redactan los estatutos en los clubes.
La segunda etapa de esta Federación consiste en la consolidación como tal y en la búsqueda y consecución de resultados deportivos que avalen el buen hacer de sus gestores. Tras el parón de la Guerra Civil Española, el fútbol vuelve a reaparecer con fuerza en los últimos años de la década de los años 30. Los hombres regresan del contencioso y rehacen sus vidas. La generación de los veteranos se une a la de los más jóvenes y pronto se organizan alrededor de un balón para olvidar otras penurias. No es una época muy fructífera para la mayoría de los hogares navarros, pero el fútbol es un entretenimiento al alcance de todos los bolsillos. Además, con los años se convierte en un deporte apoyado desde el gobierno de Francisco Franco.
En este contexto, se reanudan las competiciones en sus distintas categorías y comienza la etapa de la consolidación de este deporte. Los equipos aparecen y desaparecen en función del número de jugadores, pero, con el paso de los años, el número de licencias se incrementa. La Federación Navarra de Fútbol realiza un trabajo importante para dotar de normalidad a una afición creciente en Navarra. Son los años de mandato de Alipio Nebreda, que se mantiene al frente de la entidad una veintena de años. En 1955 toma el testigo Joaquín Arraiza.
La tercera etapa que podemos distinguir de la historia, es la que se sitúa entre las bodas de oro y las de diamante. Una época enmarcada en la sucesión de cuatro presidentes distintos que han conducido la nave del fútbol navarro durante el período de 25 años que transcurre entre estas dos fechas tan señaladas: Javier Moscoso, Antontxu Zabalza, José Luis Navarro y José Luis Díez Díaz, que deja el cargo tras quince como presidente.
En este período de tiempo la Federación Riojana de Fútbol ha adquirido naturaleza propia, separándose de la Federación Navarro-Riojana, como en su día obtuvo la Navarra respecto a la guipuzcoana.

## Campaña de valores
En marzo de 2019 la Federación Navarra de Fútbol creó la campaña “Dale Valor al Fútbol” / “Dale Valor al Fútbol Sala”, cuyo objetivo es fomentar la formación y la concienciación en valores en el deporte.

## Revista "En Juego"
La Federación Navarra de Fútbol publica trimestralmente su revista oficial denominada "En Juego".